# 엔초 스타이올라
엔초 스타이올라(Enzo Staiola, 1939년 11월 15일 ~ 2025년 6월 4일)는 이탈리아의 배우로, 비토리오 데 시카의 1948년 네오레알리스모 영화인 자전거 도둑 (영화)에서 8세의 나이로 브루노 리치 역을 맡은 것으로 가장 잘 알려져 있다. 1954년 험프리 보가트와 함께 미국에서 제작된 맨발의 콘테샤를 포함하여 여러 다른 영화에도 출연했다. 성인이 된 후 그는 수학 교사가 되었고 나중에는 토지 등기 서기로도 일했다.
스타이올라는 2025년 6월 4일 85세의 나이로 사망했다.

## 필모그래피
| 연도 | 영어 제목           | 원제                          | 역할                     | 비고                     |
| ---- | ------------------- | ----------------------------- | ------------------------ | ------------------------ |
| 1948 | 자전거 도둑 (영화)  | Ladri di biciclette           | 브루노 리치              |                          |
| 1949 | Marechiaro          | Marechiaro                    | 어린 루카                |                          |
| 1950 | 화산                | Vulcano                       | 니노                     |                          |
| 1950 | 하얀 선             | Cuori senza frontiere         | 파스콸리노 세바스티안    |                          |
| 1950 | 스트라노 아푼타멘토 | 스트라노 아푼타멘토           | 장남                     | 엔초 스타이올라로 표기됨 |
| 1951 | 널 이겨주마         | 널 이겨주마                   | 토니                     | 일명 럭키 닉 케인        |
| 1951 | 다섯 도시 이야기    | Passaporto per l'oriente      | 소년                     |                          |
| 1952 | 옛날 옛적에         | Altri tempi - Zibaldone n. 1  | 신문 판매원의 아들       | 일명 타임스 곤 바이      |
| 1952 | 검은 깃털           | Penne nere                    | 안토니오 '토니노' 코수티 |                          |
| 1952 | 죄는 내 것이 아니다 | L'ingiusta condanna           |                          | 엔초 스타이올라로 표기됨 |
| 1953 | 돈 카밀로의 귀환    | Il ritorno di don Camillo     | 마리오 카뇰라            |                          |
| 1953 | 사랑을 위한 여정    | Buon viaggio pover'uomo       | 시저                     | 엔초 스타이올라로 표기됨 |
| 1954 | 맨발의 콘테샤       | La contessa scalza            | 버스보이                 |                          |
| 1961 | 나라 없는 검        | Spade senza bandiera          |                          |                          |
| 1977 | 잠옷 소녀 사건      | La ragazza dal pigiama giallo | 마지막 영화 역할         |                          |